# キリーン (テキサス州)
キリーン（英: Killeen）は、アメリカ合衆国テキサス州のベル郡にある都市。人口は15万3095人（2020年）。広域ではキリーン・テンプル・フォート・カバゾス都市圏の中核である。
キリーンは陸軍のフォート・カバゾスの主要宿舎に隣接しており、町の経済は基地とそこに駐屯する軍人とその家族に大いに依存している。
テキサス州議会においてキリーン市、バーネット郡およびランパサス郡が属する第54選挙区からは、半ば引退した獣医師で牧場主、共和党のジミー・ドン・エイコックが選出されている。エイコックは2006年11月7日に初当選した。

## 歴史
1881年、ガルフ・コロラド・アンド・サンタフェ鉄道がその線路をテキサス州中部に延伸し、1872年頃から存在していたパロアルトと呼ばれる小さな農業地域の南西数マイルの土地360エーカー (1.44 km²) を購入した。この鉄道会社がその土地に70ブロックの町を区画し、鉄道会社の副社長をしていたフランク・P・キリーンに因んで町の名前を付けた。その翌年までに町には鉄道駅、酒場1軒、店舗数軒、および学校1校ができた。地域の周辺にあった小さな社会に住んでいた者の多くがキリーンに移転し、1884年には町の人口が約350人にまで成長した。町には5軒の雑貨店、2軒の製粉所、2軒の綿繰り所、2軒の酒場、1箇所の材木置き場、1軒の鍛冶屋、および1軒のホテルがあった。キリーンはベル郡西部やコリエル郡東部の綿花、羊毛、および穀物の重要な出荷地点として拡大した。1900年には人口約780人となった。1905年頃、地元政治家と事業家がテキサス州議会を説得してカウハウス・クリークなどの水流に橋を架けさせ、キリーンの交易範囲が2倍に拡がった。1914年に上水道設備の運用を開始し、人口は約1,300人にまで増加した。
1940年代までキリーンは比較的小さく孤立した農業交易の中心だったが、第二次世界大戦のために軍隊の訓練基地としてキャンプフッドが建設された1942年以降に劇的に変化した。作業員、建設労働者、請負業者、軍人、およびその家族が何千という数で地域に移転し、キリーンは軍事のブームタウンとなった。キャンプフッドが開設されたことで、不規則に拡がる新しい基地がキリーンの農業交易地域のほぼ半分に広がったので、地域経済の性格も急速に変化した。300以上の農園や牧場が失われ、キリーンの綿繰り所など農業関連の事業が衰退し、軍事基地にサービスを提供する新たな事業が始まった。第二次世界大戦終戦後にキャンプフッドのほとんど全てが廃止されたときにキリーンは不況に陥ったが、1950年にフォートフッドに改名されて恒久的な軍事基地として設立されると、市には再びブームが訪れた。町の人口は1949年の約1,300人から1950年には7,045人にまで増加し、1950年と1951年の間には100棟の新しい商業ビルが建設された。
キリーンは1955年までに推計人口21,076人、事業数224となった。1950年代半ばの軍隊の削減と移動でキリーンは再度不況に陥りこれが1959年まで続いたが、この年様々な部隊がフォートフッドに戻ってきた。エルヴィス・プレスリーがその軍務に就いていた時期にキリーンに住んだ。町は1960年代を通じて成長を続け、特にベトナム戦争の後はフォートフッドでの活動が増えた。1970年には人口35,507人の都市に発展し、市民空港、新しい市民図書館およびセントラル・テキサス・カレッジという短大もできた。1980年の市の人口は49,307人となり、ベル郡では最大の都市になった。1990年、人口は63,535人となり、キリーン・テンプル都市圏では265,301人を数えた。1950年以降の地域経済発展を形作ったことに加えて、フォートフッドに軍隊がいることは市の人口動態、人種構成、宗教人口および民族構成をも変えた。例えば1950年に市内に黒人は一人も居なかったが、1950年代初期には全員が黒人の小地区であるマールボロハイツができ、1956年には市の教育委員会が地元の高校から人種差別の撤廃を票決した。1954年に市では初のカトリック司祭がセントジョセフ教区に赴任し、これと同じ頃に新しく長老派教会と聖公会教会が建設された。1980年代には白人、黒人、メキシコ系アメリカ人、韓国人など多国籍の人が住む多様な構成になった。
キリーンは1991年に急激な浮き沈みを経験した。1991年夏にイラクがクウェートに侵攻した後、市は戦争に備えた。第2機甲師団と第1騎兵師団から数千の兵士を中東に送り出した。1991年10月16日、キリーン市内のルビーのカフェテリアでジョージ・ヘナードが銃を乱射して23人を殺し、自身も自殺した（ルビーズ銃乱射事件）。12月、キリーンの高校の1つのアメリカンフットボールチームであるキリーン・カンガルーズが5-AディビジョンI州フットボール選手権で、アストロドームで行われた試合でシュガーランド・ダレスを14対10で破って優勝した。
キリーンの2000年国勢調査による人口は86,911人だったが、現在は10万人以上になっており、国内でも人口増加率の高い地域になっている。キリーンの基地から出発した多くの軍人がイラク戦争とアフガニスタンでの戦闘に参戦した。2008年4月時点までに、400人以上がこの2つの戦争で戦死した。
2009年11月5日、2挺の拳銃を持った1人の男がフォートフッド基地内で発砲し、13人を殺し、30人を負傷させた。容疑者のニダル・マリク・ハサンは4発の銃弾を受けて下半身麻痺になった。
2024年12月21日、警察車両に追われていたピックアップ・トラックが市内のショッピングモールに突入。モール内の百貨店の中を走り回り5人が負傷。運転していた男は警官隊と銃撃戦の上、射殺された。

## 地理

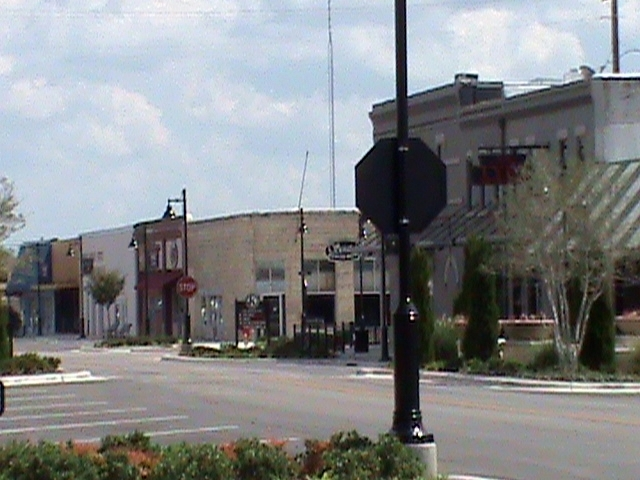
街並み

キリーンは北緯31度6分20秒 西経97度43分36秒 / 北緯31.10556度 西経97.72667度に位置する。アメリカ合衆国国勢調査局に拠れば、市域全面積は35.4平方マイル (91.7 km2)、このうち陸地は35.3平方マイル (91.6 km2)、水域は0.1平方マイル (0.1 km2)で水域率は0.14％である。

## 政治

### 市政
市の発行する包括的年間財政報告書に拠れば、市の予算は歳入1億3,340万ドル、歳出1億1,900万ドルとなっており、総資産5億2,330万ドル、総負債2億1,990万ドル、現金と投資額9,040万ドルとなっている。

## 経済

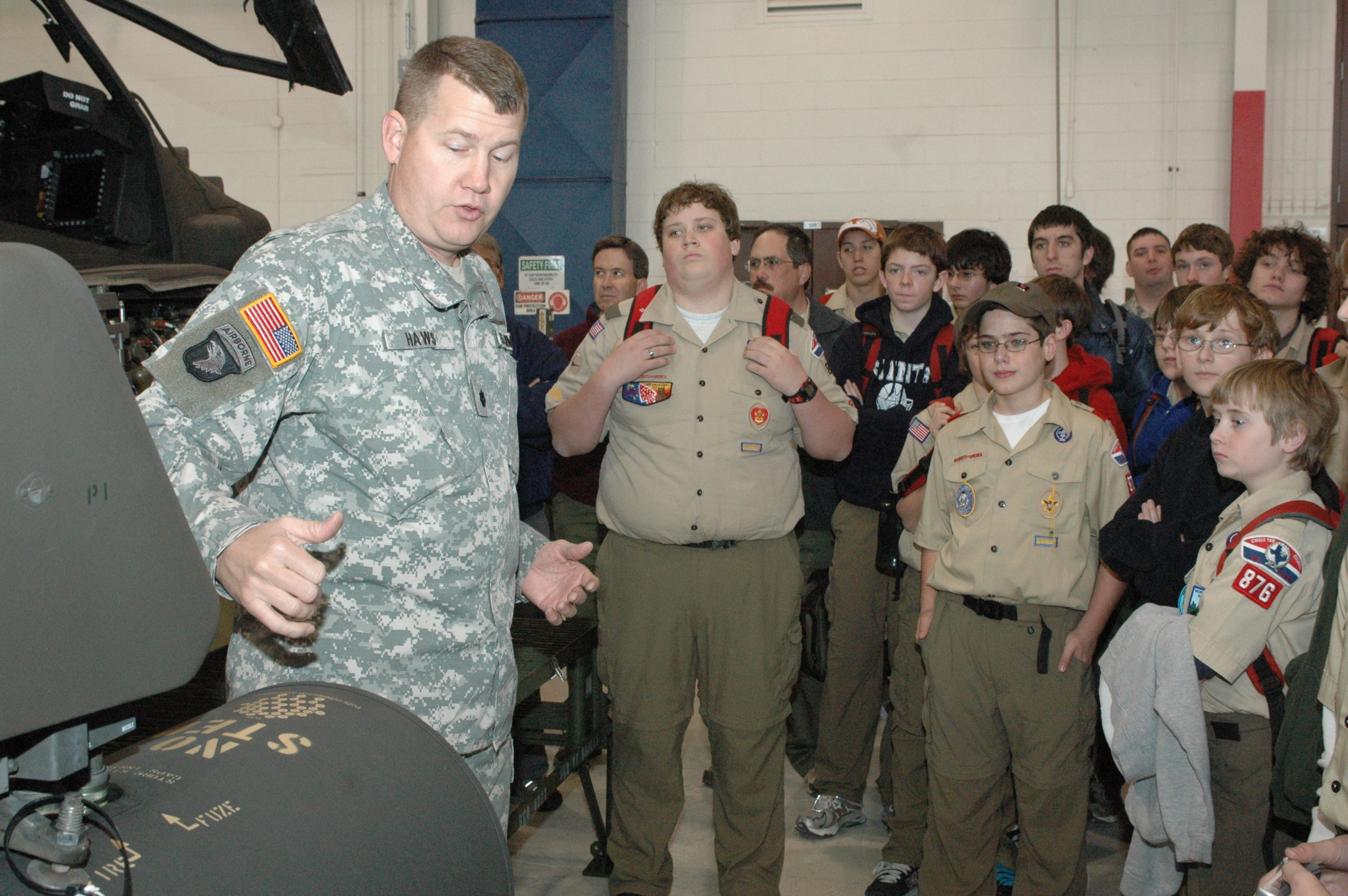
ボーイスカウト見学中

キリーン市の発行する包括的年間財政報告書に拠れば、市内の主要雇用主10傑は以下の通りである。
| 順位 | 雇用主                         | 従業員数 |
| ---- | ------------------------------ | -------- |
| 1    | フォート・カバゾス             | 58,187   |
| 2    | キリーン独立教育学区           | 6,000    |
| 3    | セントラル・テキサス・カレッジ | 1,360    |
| 4    | メトロプレックス病院           | 1,300    |
| 5    | フォートフッド電話局           | 1,218    |
| 6    | キリーン市                     | 1,100    |
| 7    | 第一国定銀行                   | 1,000    |
| 8    | サリー・メイ                   | 936      |
| 9    | キリーン・モール               | 800      |
| 10   | ウォルマート                   | 650      |

## 犯罪
2008年のFBIによる統一犯罪報告書に拠れば、キリーン市における暴力犯罪は885件、非暴力犯罪4,757件が報告されている。ここでいう暴力犯罪とは殺人、強姦、強盗および加重暴行の合計である。非暴力犯罪とは、夜盗、窃盗および自動車窃盗の合計である。その内訳は下表の通りである。
| 犯罪         | 件数 | キリーン犯罪率 | テキサス州犯罪率 | アメリカ合衆国犯罪率 |
| ------------ | ---- | -------------- | ---------------- | -------------------- |
| 殺人         | 10   | 8.6            | 5.6              | 5.6                  |
| 強姦         | 66   | 56.9           | 32.9             | 29.4                 |
| 強盗         | 216  | 186.4          | 155.2            | 154.0                |
| 加重暴行     | 593  | 511.6          | 314.4            | 281.6                |
| 暴力犯罪計   | 885  | 763.5          | 508.2            | 470.6                |
| 夜盗         | 1711 | 1476.2         | 946.5            | 743.4                |
| 窃盗 - Theft | 2877 | 2482.2         | 2688.9           | 2200.1               |
| 自動車窃盗   | 169  | 145.8          | 351.1            | 330.5                |
| 非暴力犯罪計 | 4757 | 4104.2         | 3986.6           | 3274.0               |

犯罪率は人口10万にあたりの数字である。キリーンの犯罪率は2008年テキサス州公衆安全部推計の115,906人を基に求めた。

## 公衆安全
キリーン市は、市の部局であるキリーン消防部とキリーン警察部によって守られている。
キリーン消防部は訓練、火災予防および出動の3部門に分かれている。出動は3シフトで行われている。訓練部門は隊員の訓練だけでなく、消防士候補者の訓練学校も運営している。テキサス州認定消防士になりたいという個人には年2回の訓練学校が用意されている。キリーン独立教育学区と協業して高校の上級生に対する2年間教育プログラムもある。このようなプログラムはテキサス州では初めてことだった。これは高校卒の男女を直接消防士として雇用できることで成功している。訓練部門は幾つかの社会奉仕活動にも責任がある。
キリーン消防部はチャイルドシート教室も開催している。この教室はシートの適切な装着を評価し、個人で購入したシートの装着支援も行う。また限られた範囲で低収入家庭に支給するチャイルドシートを持っている。
キリーン消防部は毎年予防接種活動も行っている。これは市民と軍人の家族を対象に無料接種を行うものである。夏季休暇の終わり、学校年の始めに行われている。また毎月第2土曜日に訓練センターでも行われている。これはテキサス州中部住民の生活水準を上げる目的もある。
キリーン消防部の防火部門は、部門長の他に4人の検査官がおり、市内の全ての企業の検査を担当している。事故および放火による火災の現場検証にもあたっている。放火捜査については州内で最高の告発率を誇っており、同様な大きさの自治体に比べて2倍の率になることもある。1970年代には国内で「防火第1位」を獲得したこともある。
出動部門は人員が最大であり、日々の消防部の運営を担当している。毎年救急車の出動要請が12,000件、火災の出動要請が6,000件以上ある。1シフト24時間勤務、48時間非番の3シフトで回されている。各シフトは2個大隊に分かれている。
第1大隊は中央消防署に駐屯しており、市北部を担当している。第2大隊は第8消防署に駐屯しており市の南部と、その外側の田園部の防火も担当している。
市内には戦略的に配置された8か所の消防署があり、そこから救急活動を行っている。人員は200人近く、消防車5個中隊、はしご車2個中隊、救急車7台があり、航空救急消火部隊もある。
キリーン消防部は最近第1消防署にできた新しい施設に移動し、市北部への反応を改善しており、市南西部の人口が多くなっていることの対応を取るために第9消防署の設置が計画されている。

## 交通
キリーンにはスカイラーク・フィールドと呼ばれる小さな地域空港があり、また大きなキリーン・フォート・カバゾス地域空港もある。公共輸送はHOP公共交通システムのバス便がある。
市内を通る主要高規格道路としてはアメリカ国道190号線（セントラル・テキサス・イクスプレスウェイ）、産業環状路190号線（ベテランズ・メモリアル・ブールバード）、テキサス州道195号線、フォート・カバゾスの正門に行く支線172号線、および州間高速道路35号線（16キロメートル離れたベルトンを通る）がある。

## 教育

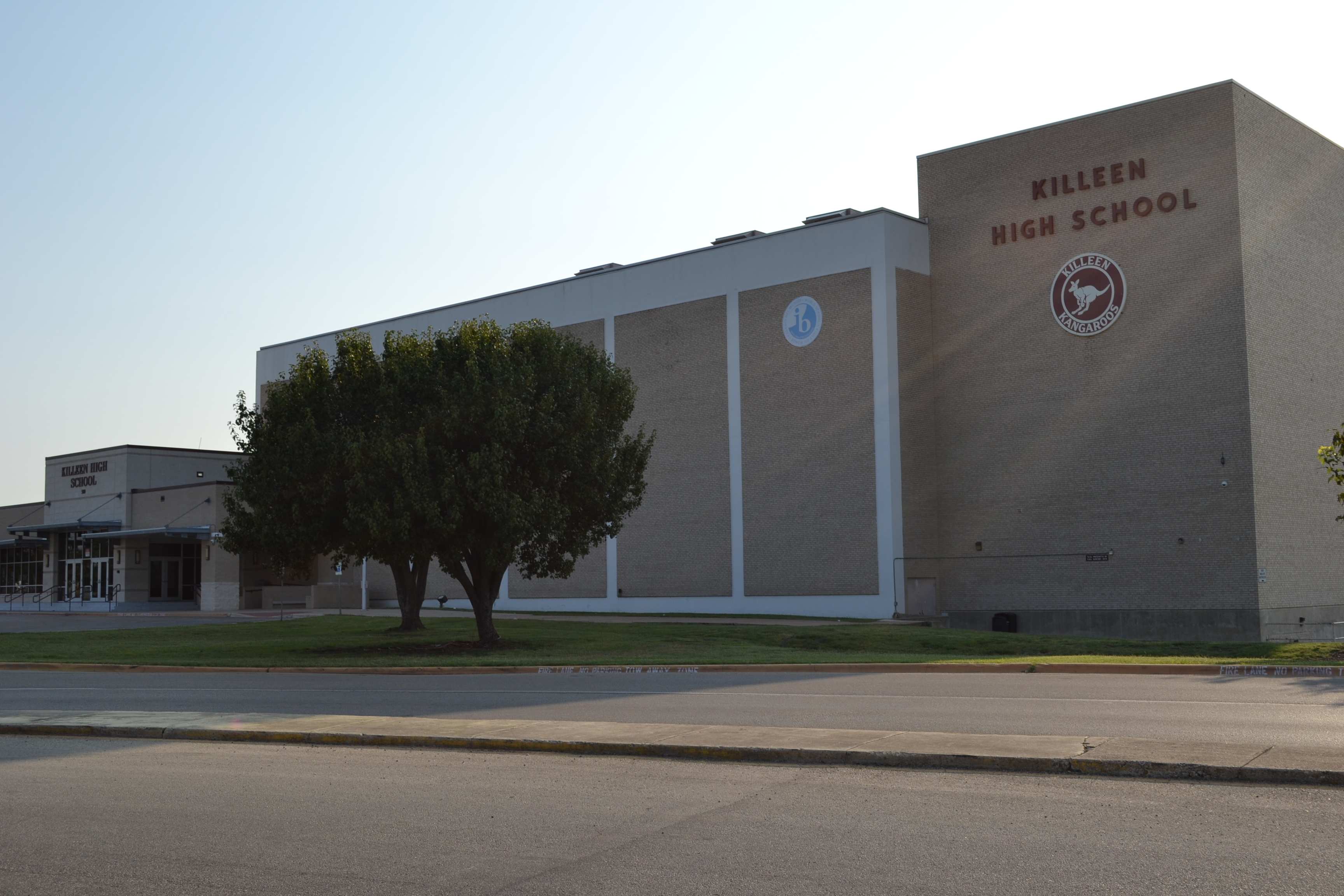
キリーン高校

キリーンの公共教育はキリーン独立教育学区が担当している。この学区はラウンドロックからダラスの間では最大の学区であり、キリーン市、ハーカーハイツ、フォート・カバゾス、ノーランビルおよびベル郡西部の田園地帯を管轄している。2005年時点で小学校30校、中学校11校、高校4校、および専門学校6校がある。
セントラル・テキサス・カレッジは1965年の設立で、ベル、バーネット、コリエル、ハミルトン、ランパサス、リャノ、メーソン、ミルズおよびサンサバの各郡とフォート・カバゾスから学生を受け入れている。この大学は40以上の準学士号と修了証を発行している。
テキサスA&M大学中部校は、近くのタールトン州立大学の分校として1999年9月1日の開学である。全日制学生が1,000人を超えた後で、タールトン州立大学から分かれてテキサスA&M大学システムの中に入った。この大学は学士号と修士号を発行している。

## メディアと娯楽
キリーンの主要新聞はキリーン・デイリー・ヘラルドであり、1890年以降様々な形式で発行されてきた。この新聞社はテキサスの伝説的な発行人フランク・W・メイボーンが所有する4社の1つであり、その妻は現在も編集者かつ発行者である。ヘラルド社はフォート・カバゾス地域で発行されるがフォート・カバゾス公共事業部に承認はされていない独立系新聞であるフォート・カバゾス・ヘラルドと、コッペラス・コーブ住民のための週刊紙コーブ・ヘラルドも発行している。フォート・カバゾスの公式新聞はフォート・カバゾス・センティネルであり、アメリカ合衆国政府や軍部とは独立した軍人による認定出版物である。
市内には様々な音楽会場があり、洗練された音楽シーンがある。ヒューストン出身のラッパー、スカーフェイスは地元バンドのグリーンシティと契約し、そのバンドメンバーは様々なレコード会社とも契約している。ラップ、ロックおよびソウルが融合されたダウンシイドは現在全国ツアーとボドッグ・バトル・オブ・バンドコンテストに参加している。「ライフ・オブ・ライズ」と題されたそのデビューアルバムはバージン・レコードから2010年後半にリリース予定である。
市内にはバイブ・レス・アーツ劇団がある。毎年幾つかの演し物と子供劇場を制作する常設劇団である。その質の高い劇を制作するために地元の出演者と寄付に頼っている。最近の演し物としてはブロードウェイのヒット作「キャッツ」「Ain't Misbehavin」「All Shook Up」などがあった。

### ラジオ局
キリーンで聴取できるラジオ局はAM局が1局、FM局が7局ある。

## 人口動態
2007年、コールドウェル・バンカーはキリーン市の平均住宅価格を136,725ドルと見積り、アメリカ合衆国で最も手頃な市場に位置付けた。

### 都市圏人口
キリーンの都市圏を形成する各郡の人口は以下の通りである（2010年国勢調査）
キリーン・テンプル都市圏
| 郡           | 州         | 人口      |
| ------------ | ---------- | --------- |
| ベル郡       | テキサス州 | 310,235人 |
| コリエル郡   | テキサス州 | 75,388人  |
| ランパサス郡 | テキサス州 | 19,677人  |
| 合計         | 合計       | 405,300人 |

### 市域人口推移
以下にキリーン市における1890年から2010年までの人口推移をグラフおよび表で示す。
| 統計年 | 人口      |
| ------ | --------- |
| 1890年 | 285人     |
| 1900年 | 780人     |
| 1910年 | 1,265人   |
| 1920年 | 1,208人   |
| 1930年 | 1,260人   |
| 1940年 | 1,268人   |
| 1950年 | 7,045人   |
| 1960年 | 23,377人  |
| 1970年 | 35,507人  |
| 1980年 | 46,296人  |
| 1990年 | 63,535人  |
| 2000年 | 86,911人  |
| 2010年 | 127,921人 |

## 著名な出身者と住人
- ロバート・グレイ: B-25 ミッチェルのパイロット、1942年4月18日に東京を初空襲したジミー・ドーリットルの指揮する"ドーリットル空襲"に参加。1942年3月27日にサンアントニオからカリフォルニア州アラマダ湾に向かうときにB-25でキリーンのメインストリートをすれすれに飛行した。フォート・カバゾス西のグレイ通りやグレイ陸軍飛行場は彼に因む命名である。
- トミー・ハリス・ジュニア: NFLアメリカンフットボール選手、シカゴ・ベアーズ
- エルヴィス・プレスリー: 軍務に就いていた時期にフォート・カバゾスに駐屯し、短期間キリーンに住んだ